# Tácticas fabianas

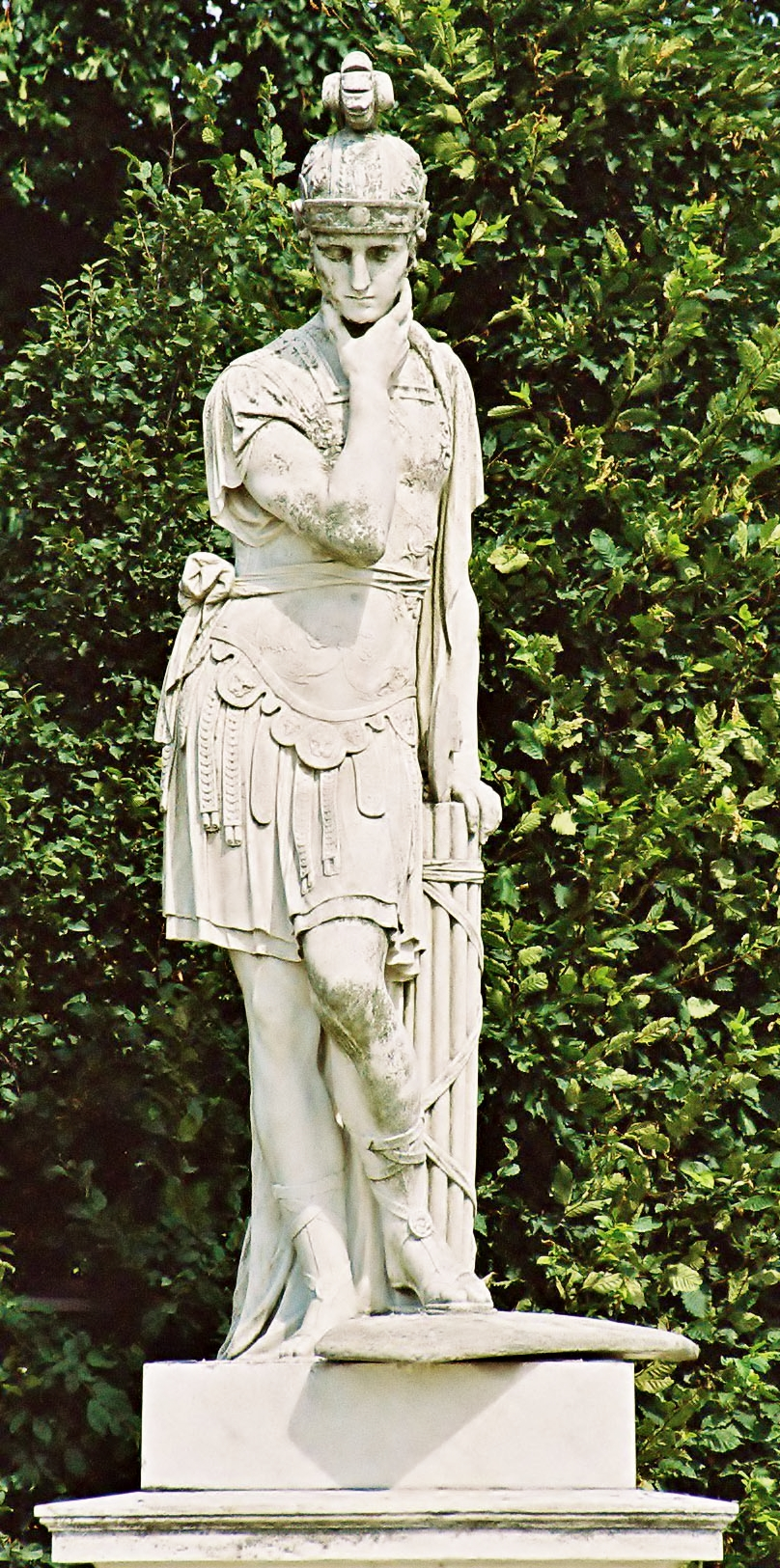
Estatua de Quinto Fabio Máximo, palacio de Schönbrunn, Viena.

Las tácticas fabianas son una estrategia militar que tiene como objetivo vencer a un oponente mediante una guerra de desgaste. Estas tácticas evitan librar batallas decisivas y acosan al enemigo con escaramuzas y ataques a sus líneas de suministro de manera que este se desmoralice. El empleo de esta estrategia implica que el bando usuario considera que el tiempo corre a su favor, pero también puede ser utilizada cuando no es posible valerse de una estrategia alternativa.
Estas tácticas a menudo convergen estilísticamente con la guerra de guerrillas, aunque se diferencian en que, normalmente, el bando fabiano posee verdadera capacidad de entablar batalla frontal, y utiliza la amenaza latente de ésta, aunque no su consumación, como parte de sus formas de tener a raya al enemigo.

## Historia
Esta estrategia toma su nombre de Quinto Fabio Máximo, político y militar romano que ostentó la dictadura durante la segunda guerra púnica (218-202 a. C.). Fabio Máximo tuvo la difícil tarea de combatir a Aníbal en la Italia meridional. Cuando comenzó la guerra, el osado general cartaginés cruzó los Alpes e invadió Italia. Gracias a su superior habilidad militar, Aníbal infligió en repetidas ocasiones sonoras derrotas a diversos generales romanos. Antes de enfrentarse a Quinto Fabio Máximo, las tropas de Aníbal habían vencido a los romanos en las batallas del río Tesino, el lago Trasimeno y el río Trebia a pesar de su inferioridad numérica. Tras estas derrotas Fabio Máximo fue elegido dictador y, consciente de la superioridad militar de los cartagineses y del tremendo ingenio de su jefe supremo, diseñó una guerra de desgaste que tenía como objetivo explotar las vulnerabilidades estratégicas de Aníbal: la falta de líneas de abastecimiento eficaces y el ansia de sus soldados de una campaña rápida.
Aníbal, a pesar de sus victorias, estaba en una posición de gran desventaja: como comandante de un ejército invasor en tierras extranjeras, se encontraba aislado de su país y por ello encontraba grandes dificultades para reabastecerse de tropas mientras el mar Mediterráneo estuviese dominado por las naves romanas. La única esperanza de Aníbal era recabar apoyos entre los pueblos itálicos y que éstos le cedieran suministros y guerreros para cubrir sus bajas. Mientras los itálicos se mantuvieran fieles a Roma, no había posibilidad de victoria. Sin embargo, las aplastantes victorias de Aníbal mermaron la confianza de los itálicos en un triunfo final de Roma. Por todo ello, Fabio creyó que la única manera de vencer al general cartaginés era no combatir con él, de modo que se evitaban más victorias fáciles de los cartagineses y con ello Aníbal no conseguiría apoyos entre los itálicos aliados de Roma. 
De igual modo, Fabio sabía que los ejércitos de Cartago estaban formados mayormente por mercenarios, guerreros muy hábiles en una batalla campal pero ansiosos de obtener botín de guerra en una campaña rápida y poco preparados para una larga secuencia de batallas evitadas, movimientos continuos o asedios. Si bien los feroces castigos y generosas promesas permitieron a Aníbal mantener la disciplina de sus tropas, sabía este que sus mercenarios no tenían equipamiento ni preparación para emprender largos asedios, por lo cual Aníbal evitó en lo posible sitiar ciudades fortificadas. 
Fabio calculaba que la falta de suministros para el ejército cartaginés y el coste de mantener un ejército en tierras extranjeras, junto a la ansiedad por mantener relaciones cordiales con las tribus itálicas, harían que el tiempo corriera a favor de Roma, por lo que adoptó una estrategia a través de la cual se convirtió en la sombra de las tropas de Aníbal, aunque evitando continuamente la confrontación y moviéndose siempre por terreno montañoso con el objetivo de anular la superioridad de la caballería cartaginesa. El Senado exhortó a las pequeñas poblaciones del norte para que recogieran sus posesiones y se refugiaran en ciudades fortificadas. Fabio, mientras tanto, abrió sus líneas de modo que Aníbal no pudiera marchar contra Roma sin perder sus puertos en el Mediterráneo y quedase por tanto aislado en territorio enemigo.
Esta estrategia, aunque supuso un éxito militar, fue un fracaso político. Su pasividad militar se hacía intolerable para las mentes senatoriales acostumbradas a enfrentarse al enemigo en grandes batallas. Las tácticas de Fabio se vieron dificultadas en gran medida por la falta de unidad en la cúpula del ejército. Además, y de forma inusual, el magister equitum de Fabio, Minucio, era un enemigo político de Fabio por haber sido nombrado a través de elección, en lugar de ser designado por el propio dictador. La falta de entendimiento entre los dos se mostró claramente cuando el segundo exclamó la máxima «¿llegamos aquí para ver a nuestros aliados masacrados, quemados y despojados de sus bienes, como si fuera un espectáculo para ser disfrutado?». De hecho, el pueblo romano, una vez recuperado de la conmoción inicial de las victorias de Aníbal, empezó a poner en duda la utilidad de las tácticas de Fabio. La estrategia del dictador se mostraba del mismo modo que para el Senado, intolerable para el pueblo, que ansiaba ver una rápida conclusión del conflicto. También se creía que si se permitía a Aníbal saquear Italia, los pueblos itálicos cambiarían sin dudar su lealtad.
Debido a la falta de victorias importantes de Fabio, el Senado le relevó del mando. Los sustitutos designados para reemplazar al dictador, Cayo Terencio Varrón y Lucio Emilio Paulo, dirigieron al ejército romano a una debacle en la batalla de Cannas. Tras experimentar esta fatídica derrota, el pueblo y el Senado aprendieron la lección de que el único medio para expulsar a Aníbal de Italia era emplear las tácticas fabianas. Una serie de derrotas cartaginesas en el norte de África a manos de Escipión debilitaron al imperio norteafricano, finalmente desalentando con ello a los pueblos itálicos a que se unieran a Aníbal.
Durante la guerra, Fabio obtuvo el cognomen de Cunctator (el que retrasa), como un título honorífico, mientras que Fabio mismo era proclamado como "Escudo de Roma".

## Tácticas fabianas a lo largo de la historia

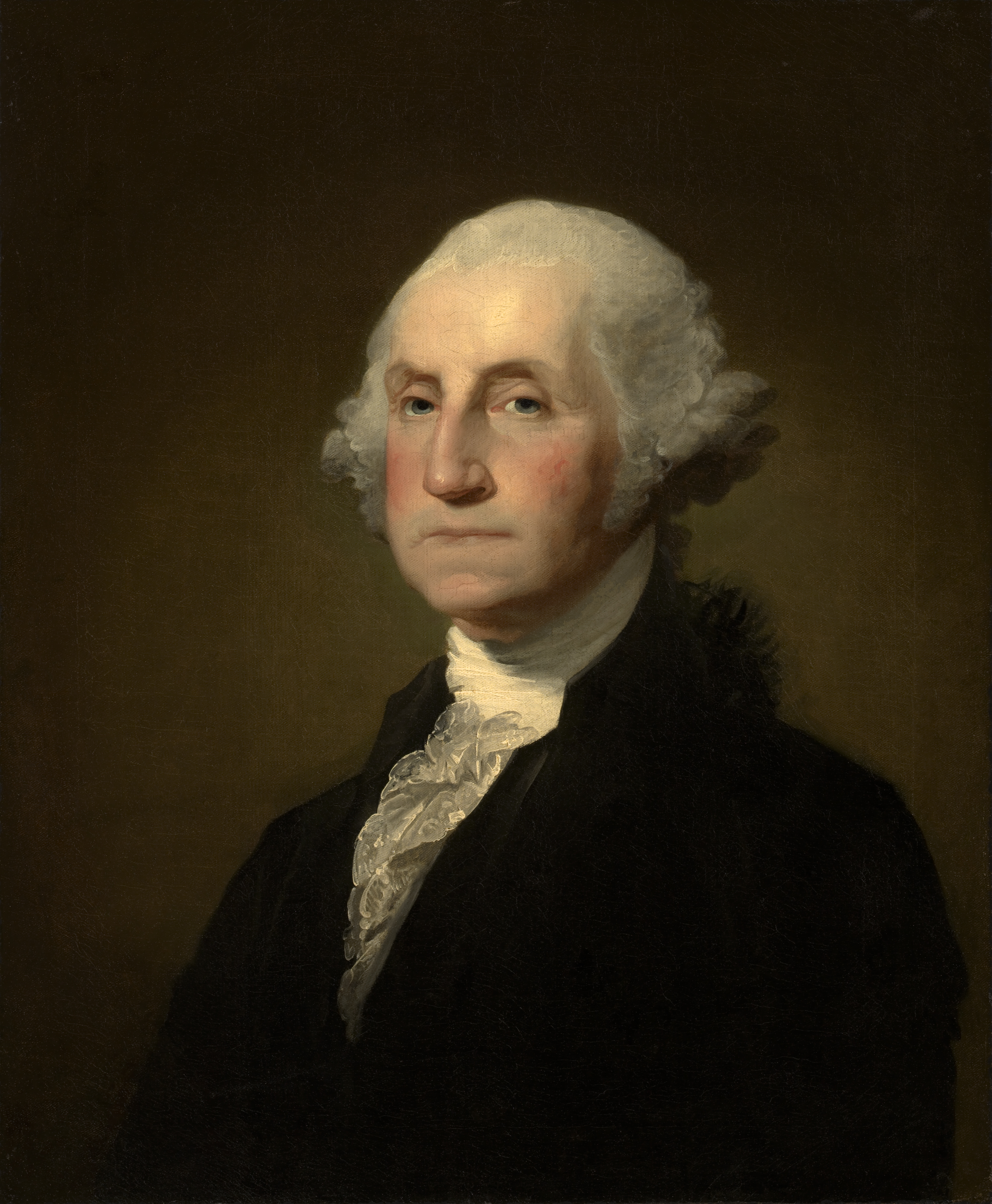
George Washington, «el Fabio americano»

Aunque supusieran originalmente un desastre político para Fabio, a la larga, las tácticas fabianas habían surtido efecto.
Unos 150 años tras la segunda guerra púnica, la estrategia fabiana se volvió a aplicar durante la guerra de las Galias. El caudillo galo Vercingétorix rehuyó el combate directo con Julio César y utilizó tácticas de tierra quemada, que consistían en calcinar el territorio de modo que el adversario no pudiera reunir provisiones, debilitándose por tanto su posición. A pesar de la audacia de Vercingétorix, la coalición de pueblos galos que lideró fue derrotada en la batalla de Alesia.
No mucho más tarde el general romano Cneo Pompeyo Magno, tras su victoria en la batalla de Dirraquio, intentó emplear esta estrategia. Sin embargo, los senadores pompeyanistas, envalentonados por la victoria, rechazaron siquiera escuchar tales planes. Seguramente la Guerra Civil contra César habría tenido otro final si Pompeyo hubiera podido emular a Fabio. Al terminar la guerra, esta estrategia cayó en el olvido.
La estrategia fue nuevamente resucitada por el general francés Bertrand du Guesclin durante la guerra de los Cien Años. Tras una serie de derrotas frente al ejército inglés acaudillado por el Príncipe Negro, Du Guesclin fue capaz de recuperar la mayor parte del territorio perdido gracias a estas tácticas.
El uso de esta estrategia militar fue también defendida por el primer presidente de los Estados Unidos, George Washington, llamado en ocasiones "el Fabio americano", y por el general Nathanael Greene. Aunque originalmente Washington había defendido el desarrollo de una guerra tradicional, estaba convencido de la eficacia de hostigar a los británicos. Tras la insistencia de su alto mando en aplicar estas técnicas después de la derrota en la batalla de Long Island, Washington decidió revivir las tácticas del incomprendido dictador romano considerando la desventaja de los colonos en calidad de armamento y municiones.
De igual modo como sucedió con Fabio Máximo en su momento, la eficacia de las tácticas fabianas se reconoció mucho más tarde de su ejecución. Para las tropas romanas el empleo de esta estrategia era señal de cobardía por implicar una retirada continua e iba en ocasiones combinada con la quema de tierras, lo que causaba el odio de la población civil. 
Las tácticas fabianas se utilizarán finalmente en todo el mundo. Esta estrategia se tornó decisiva en la defensa de Rusia contra la Grande Armée de Napoleón Bonaparte, cuando el general ruso Mijaíl Kutúzov ordenó a sus tropas interrumpir las comunicaciones y suministros de los invasores franceses pero evitando toda batalla campal, mientras el enemigo tuviera superioridad en armamento y hombres. De igual forma se aplicó en la guerra de Indochina por las tropas del Viet Minh, evitando toda lucha frontal contra las tropas coloniales francesas mientras atacaban sus puestos de retaguardia y sus líneas de abastecimiento, lo cual muestra que esta estrategia se siguió empleando más de 2100 años después del primer uso de las tácticas fabianas.